# Константиновка (Джанкойский район)
Константи́новка (укр.  Костянтинівка, крымскотат. Konstantinovka, Константиновка) — село в Джанкойском районе Республики Крым, входит в состав Мирновского сельского поселения (согласно административно-территориальному делению Украины — Мирновского сельского совета Автономной Республики Крым).

## Население
| 2001 | 2014 |
| ---- | ---- |
| 356  | ↗373 |

Всеукраинская перепись 2001 года показала следующее распределение по носителям языка
| Язык             | Процент |
| ---------------- | ------- |
| крымскотатарский | 60.11   |
| русский          | 33.71   |
| украинский       | 5.62    |
| другие           | 0.56    |

### Динамика численности
- 1926 год — 55 чел.[10]
- 1989 год — 229 чел.[11]
- 2001 год — 356 чел.[12]
- 2009 год — 357 чел.[13]
- 2014 год — 373 чел.[14]

## Современное состояние
На 2017 год в Константиновке числится 2 улицы — Согласия и Талапчи; на 2009 год, по данным сельсовета, село занимало площадь 25,1 гектара на которой, в 117 дворах, проживало 357 человек.

## География
Константиновка — село в центре района, в степном Крыму, недалеко от южной окраины Джанкоя (около 6 километров по шоссе)), там же ближайшая железнодорожная станция, высота центра села над уровнем моря — 20 м. С юга, около 200 м, село Тимофеевка, через село проходит железнодорожная линия (на линии Солёное Озеро — Севастополь). Транспортное сообщение осуществляется по региональной автодороге 35Н-171 Джанкой — Гвардейское (по украинской классификации — С-0-10477).

## История
Судя по доступным историческим документам, Константиновка образована в начале 1920-х годов, поскольку впервые источниках встречается в Списке населённых пунктов Крымской АССР по Всесоюзной переписи 17 декабря 1926 года, согласно которому в селе Константиновка, Марьинского сельсовета Джанкойского района, числилось 13 дворов, все крестьянские, население составляло 55 человек. В национальном отношении учтено: 51 русский, 2 украинца, 1 латыш, 1 записан в графе «прочие». После освобождения Крыма от фашистов в апреле, 12 августа 1944 года было принято постановление № ГОКО-6372с «О переселении колхозников в районы Крыма» и в сентябре 1944 года в район приехали первые новоселы (27 семей) из Каменец-Подольской и Киевской областей, а в начале 1950-х годов последовала вторая волна переселенцев из различных областей Украины. С 25 июня 1946 года Константиновка в составе Крымской области РСФСР, а 26 апреля 1954 года Крымская область была передана из состава РСФСР в состав УССР. Время включения в Выселковскский (с 1963 года — Днепровский) сельсовета пока не выяснено: на 15 июня 1960 года село уже числилось в его составе. В 1957—1962 годах село относилось к совхозу «Новоджанкойский», с 1962 года — отделение совхоза «Мичуринец». С 1979 — в составе Мирновского сельсовета. По данным переписи 1989 года в селе проживало 229 человек. С 12 февраля 1991 года село в восстановленной Крымской АССР, 26 февраля 1992 года переименованной в Автономную Республику Крым. С 21 марта 2014 года в составе Крыма аннексирована Россией.